# シャルギー(東洋人)
『シャルギー(東洋人)』 (シャルギー(とうようじん)、ペルシア語: شرقی シャルギー、英題：The Eastern)は、イランのドキュメンタリー映画。
イスラム学者井筒俊彦の生涯と業績について、井筒の友人や教え子、そしてイランを初め世界各国の著名人とのインタビューをもとに描く。制作・脚本・監督はマスウード・ターヘリー。
日本では2018年7月24日に公開された(主催：イラン文化センター)。東京イラン映画祭でも上映予定である。

## 製作
本作の目的は、井筒俊彦の研究をより客観的な立場から紹介し、制作を通じて文化交流を行うことにある。
企画は2015年2月に開始された。撮影は2015年9月から2017年5月までかかり、移動距離は14万2000キロにも及んだ。挿入曲は今回のドキュメンタリーのためにオリジナル曲が用意され、2016年5月から制作が開始、公開直前まで調整が続いた。
撮影はイラン、日本、ヨーロッパ諸国、トルコ、カナダ、アメリカ合衆国、ロシア等の13か国でおこなわれた。制作時、政治的に不安定であったシリアも撮影地に含まれている。
インタビューでは、ペルシア語、日本語、フランス語、スペイン語、ドイツ語、イタリア語、トルコ語、ロシア語、アラビア語、ウルドゥー語などが使用され、各言語の専門通訳を介して収録された。
文献調査に多くの時間を費やし、その過程で新たに発見された貴重な史料がある。また、今回の映画で初公開となる証言や文書、書簡も収録されている。

## 出演者
この映画でのインタビューでは、100名以上の著名人や知識人が出演している。以下はその一部である。

### 日本
- 鎌田繁(イスラーム学・イスラーム哲学者、東京大学東洋文化研究所元教授)
- 黒田壽郎(井筒俊彦の弟子、イスラーム学者、元国際大学教授、同大学中東研究所所長)
- 小林春夫(イスラーム学者、スフラワルディー研究、日本オリエント学会理事、東京学芸大教授)
- 駒野欽一(イラン学者、国際大学教授、テヘラン駐箚日本国元全権大使)
- 澤井義次(井筒俊彦の弟子、宗教学者、天理大学教授、井筒俊彦全集編集委員)
- 竹下政孝(イスラーム学者、博士(哲学、シカゴ大学)東京大学元教授)
- 野元晋(イスラーム学者、哲学博士、慶應義塾大学言語文化研究所教授、井筒俊彦全集編集委員)
- 松本耿郎(井筒俊彦の弟子、イスラーム学者)
- 森本公誠(東大寺長老、東大寺総合文化センター総長、イスラーム学者)
- 若松英輔(批評家、井筒俊彦全集編集委員)

### イラン
- ゴラーム・レザー・アヴァーニー（ペルシア語版）(井筒俊彦の弟子、元イラン哲学協会会長)
- セイエド・アッバース・アラーグチー(イラン外務省法務担当次官、東京駐箚元イラン全権大使)
- ナーデル・アルダラーン（英語版）(建築学者、ハーバード大教授)
- ヌーシュ・アーフェリーン・アンサーリー（英語版）(テヘラン大学教授、博士、図書館情報学)
- バフマン・ザキープール(博士、井筒俊彦研究)
- ダリユーシュ・シャーイェガーン（英語版）(思想家、インド研究者)
- セイエド・ホセイン・ナスル（英語版）(イスラーム学者、ジョージ・ワシントン大学教授、元イラン哲学協会会長)
- ゴラームアリー・ハッダード＝アーデル(井筒俊彦の弟子、公益判別評議会委員、イラン・アカデミー会長、元国会議長、文化革命最高評議会委員）)
- ナスロッラー・プールジャヴァーディー（ペルシア語版）(井筒俊彦の弟子、哲学者、国立大学出版センター元理事長)
- モスタファー・マレキヤーン（英語版）(哲学者、思想家、翻訳家、テヘラン大学元教授)
- ピールーズ・モジタヘドザーデ（英語版）(博士(地政学)、イラン・アカデミー会員、タルビヤテ・モダッレス大学教授、ジョージワシントン大学客員教授)
- キャリーム・モジタヘディー（英語版）(博士、西洋哲学、テヘラン大学元教授)
- メフディー・モハッゲグ（英語版）(文学博士、哲学者、テヘラン大学元教授、シーア派百科事典編纂者、テヘラン大学イスラーム研究所理事、イラン・アカデミー会員、井筒俊彦の無二の友人)
- ハーシェム・ラジャブザーデ(博士(政治学)、日本学者、大阪大学元教授、2009年瑞宝章綬章受章)

### 諸外国
- イブラヒム・アラシュ(トルコ、イスラーム哲学者、アンカラ大学)
- イーサー・アリー・アル＝アークーブ(シリア、アレッポ大学文学部教授)
- ロバート・ウィスノスキー(カナダ、イスラーム学者、マギル大学イスラーム研究所所長)
- ワーリド・サーレフ(カナダ、トロント大学教授、クルアーン・イスラーム学者)
- アリー・メルトハン・デュンダル(トルコ、アンカラ大学、日本学・タタール学教授)
- ウルリッヒ・ブランデンブルク(スイス、博士、日本学者、チューリッヒ大学)
- ジェームズ・ウィンストン・モリス(アメリカ、井筒俊彦の弟子、博士、神学者、イスラーム学者、ボストン大学教授)
- ヘルマン・ランドルト(スイス、イスラーム神秘主義研究者、ロンドンイスマイール研究所教授)
- ピエール・ローリー(フランス、アンリ・コルバンと井筒俊彦の弟子、哲学者、イスラーム学者、パリ大学元教授)
- ガリナ・ヴィクトリア・ヤクシャシュヴァ(ロシア、東洋学者、文学博士)

### 関連資料
- 吉田悠樹彦「ドキュメンタリーが示す新たな井筒俊彦とその可能性」Neoneo Web[7]